# Sumie Baba
Sumie Baba (jap. 馬場澄江 Baba Sumie; ur. 12 grudnia 1967 w Tokio) – japońska seiyū związana z 81 Produce.

## Role głosowe
- Arjuna – córka Ziemi
- Chibi Maruko-chan
- Chisa Tsukamoto w:
  - Comic Party
  - Comic Party Revolution (OVA)
  - Comic Party Special (OVA)
  - Comic Party: Revolution
- Cool Devices (OVA) – Kirei
- Hamtaro – wielkie przygody małych chomików
- Jungle de Ikou! (OVA) – Nami Kuki
- Kussetsu (OVA) – Yuna Kouda
- Master Keaton – Anna (dziecko) (odc. 6)
- Chiaki Nagumo w:
  - Shusaku the Letch (OVA)
  - Shusaku the Letch: Liberty (OVA)
  - Shusaku the Letch: Replay (OVA)
- Tokyo Pig Tiffany Van Hootenberg
- Vampire Princess Miyu – Mei-Fah (odc. 16); córka pielgrzyma (odc. 4)